# Clystea auriflua
Clystea auriflua là một loài bướm đêm thuộc phân họ Arctiinae, họ Erebidae.